# یاتاق اوبا
یاتاق اوبا (به ترکی آذربایجانی: Yataqoba) یک منطقه مسکونی در جمهوری آذربایجان است که در شهرستان خاچماز واقع شده است. یاتاق اوبا ۱۰۴۵ نفر جمعیت دارد.